# نیلس برتلسن
نیلس برتلسن (انگلیسی: Nils Bertelsen; ۲۹ سپتامبر ۱۸۷۹ – ۱ ژانویهٔ ۱۹۵۸) قایقران قایق بادبانی اهل نروژ بود.